# Shifford
Shifford est une localité de la Paroisse civile d’Aston, Cote, Shifford and Chimney au comté de Oxfordshire en Angleterre sur la rive gauche du Tamise. Shifford est connu surtout à cause du Royal Lordship of Shifford (seigneurie Royale de Shifford), qui était une très grande seigneurie, dont l'histoire remonte à 975, année que le Roi Edgar le Pacifique accorde la seigneurie à  Brihtnoth. En plus des terres, le Lordship comprenait le manoir et la ferme de Shifford. 

## Géographie

### Localisation

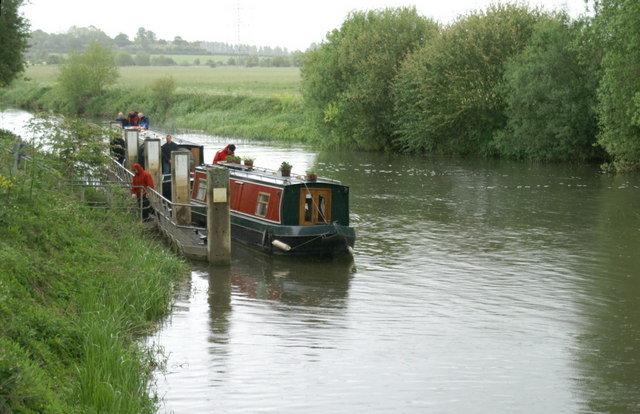
La Tamise à hauteur de Shifford Lock

Shifford se situe dans le comté d'Oxfordshire sur la rive gauche de la Tamise dans la Paroisse civile d’Aston, Cote, Shifford and Chimney. Le Lordship de Shifford s'étendait au début sur un périmètre ralliant Shifford et son grand domaine foncier, manoir et ferme incluse, à la ville d'Aston, Côte et Standlake, avant qu'il ne soit divisé en 1610. Il a été évalué en 1086 à trois frais[Quoi ?] de chevalier, très bien situé dans une région riche et prospère de l'Angleterre.  

## Toponymie
Shifford est cité dans le Domesday Book sous le nom de Scipford, qui vient du vieux anglais sceap ford, (sheep ford), gué de moutons. Autres variantes du nom sont Sifford, Sipford, Sypford, etc..

## Histoire

### Préhistoire et antiquité
Selon les recherches archéologiques sur le site de Old Shifford Farm dans la haute vallée de la Tamise, entrepris en 1988-1989 par Gill Hey et son équipe, le site a été habité à la fin de l'Âge du fer et pendant la période romaine jusqu'au Ier siècle. Le site est apparemment abandonné pendant deux siècles, ensuite les trouvailles archéologues indiquent de nouveau de l'habitation dès la fin du IIIe siècle. 

### Royal Lordship of Shifford

#### Moyen Âge
Shifford fut accordé par le Roi Edgar en 975 à Brihtnoth, pour service rendu au Roi, Brihtnoth fut tué à la bataille de Maldon en 991. Ainsi fut fondée le Royal Lordship of Shifford. Cette Seignuerie royale passa ensuite dans les mains de Leofwine, puis fut dévolu en 1005 à l'abbaye d'Eynsham, qui a entretenu une ferme et une maison à Shifford durant tout le Moyen Âge, la maison a été exclu de la ferme du manoir en 1434. Cette ferme fut sûrement un prédécesseur du Vieux Shifford que l'on connait actuellement.
Après la conquête des terres de l'abbaye, le domaine et le manoir passent temporairement aux évêques de Dorchester, évêché transféré en 1072 à Lincoln. Le Lordship fut évalué à trois frais[Quoi ?] de chevalier en 1086, ce qui correspond à un grand domaine ou une grande baronnie, puis il retourna à l'abbaye d'Eysham jusqu'à ce qu'elle soit dissoute.

#### Temps modernes
En 1539, la couronne a accordé le manoir à Sir George Darcy (1er Baron Darcy of Aston), il passa ensuite dans les mains de Sir Edward North, 1st Baron North en 1543, puis de Sir Edward Stanley (3e comte de Derby) en 1545, qui le laisse en 1572 à son fils Henry Stanley (4e comte de Derby). Le manoir et la ferme domaniale passèrent ensuite au petit-fils Fernando Stanley en 1586 et à sa mort au frère de Ferdinando, William Stanley (6e comte de Derby), qui le vendît en 1597 à son cousin Edward Stanley d'Eynsham . Puis, manoir et ferme sont vendus en 1600 à Joseph Mayne de Ceslow.
En 1610, il semble que le grand domaine ait été séparé car Joseph Mayne de Creslow a vendu le manoir au magistrat Sir David Williams et à Edward Yate de Buckland. Sir David Williams reçut les terres de Shifford avec les droits seigneuriaux et Yate de Buckland reçut Aston, Cote et en:Standlake, qui fut ensuite rattaché à Buckland. 
Sir David Williams a accordé Shifford en 1613 à son second fils Thomas, qui l'a hypothéqué avec son frère Sir Henry, puis vendu à des neveux de Veysey ( Robert Veyset du collège d'oxford de la Reine). En 1675 le manoir a été tenu par le fils survivant de Robert et Anne Veysey, qui le vendît en 1697 à Josiah Bacon, un marchand de Londres, pour s'acquitter de ses dettes.
Josiah Bacon est mort en 1703, laissant le manoir en fiducie pour le petit-fils de son oncle, un autre Josiah Bacon. À sa mort en 1717, le manoir est revenu à sa sœur Elisabeth et à son mari Thomas Slaughter.
À la mort de Thomas, en 1736, le domaine passa à son demi-frère George. George est mort en 1737, laissant le domaine à Peter Standley, qui reçût Shifford en 1742 et l'a revendu en 1755 à Simon d'Harcourt, qui était comte d'Harcourt  et vice-roi d'Irlande  Le manoir descendît ensuite à Aubrey d'Harcourt, qui le vendît à son tour en 1898 à Cripps. Un projet de vente en 1906 a été abandonné et après la mort de Cripps en 1916, le terrain a été vendu aux locataires de l'ancien et nouveau Shifford ferme, connu actuellement sous le nom de Old Shifford.
En 1922, une loi britannique a permis de vendre un Lordship ou une baronnie féodale sans la terre, depuis cette date, le Lordship of Shifford a connu plusieurs changements de propriétaires avant d'être racheté par le baron Luc of Bramber.

### Le village

#### Administration
Jusqu'au XIXe siècle, le village de Shifford tombait sous la paroisse civile de Bampton. En 1866 Shifford devient une paroisse civile indépendante et en 1954 cette paroisse est fusionnée avec Aston Bampton pour former la paroisse civile de Aston Bampton and Shifford, qui est renommé par la suite Aston, Cote, Shifford and Chimney et qui tombe sous le district de West Oxfordshire.

#### Lieux et monuments
- La chapelle Saint-Mary, église anglicane, monument historique[7].
- Au cimetière, anciennes tombes au croix celtique.
- Shifford Lock, écluse sur la Tamise datant de 1898.
- Sentier de randonnée Thames Path.

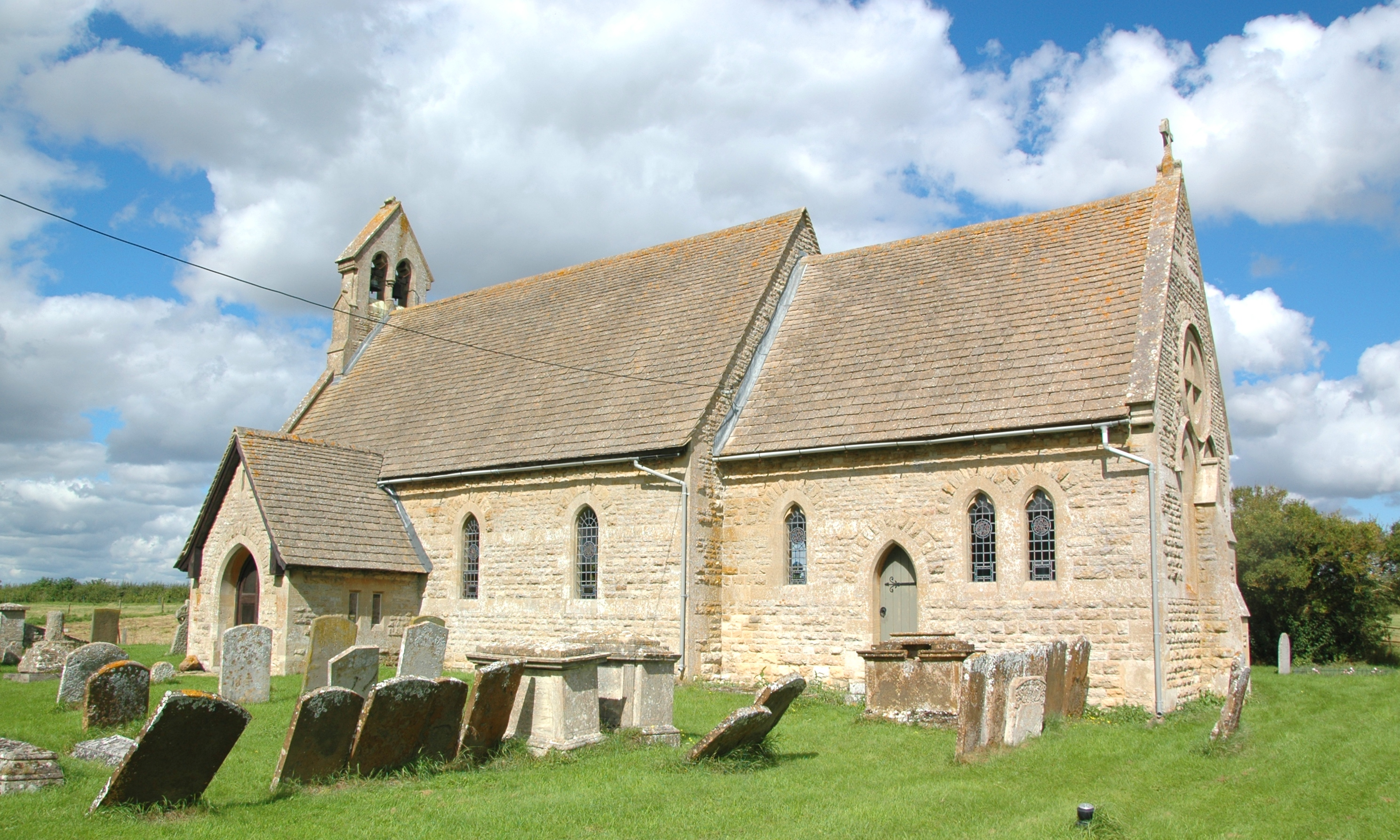
Chapelle Saint-Mary
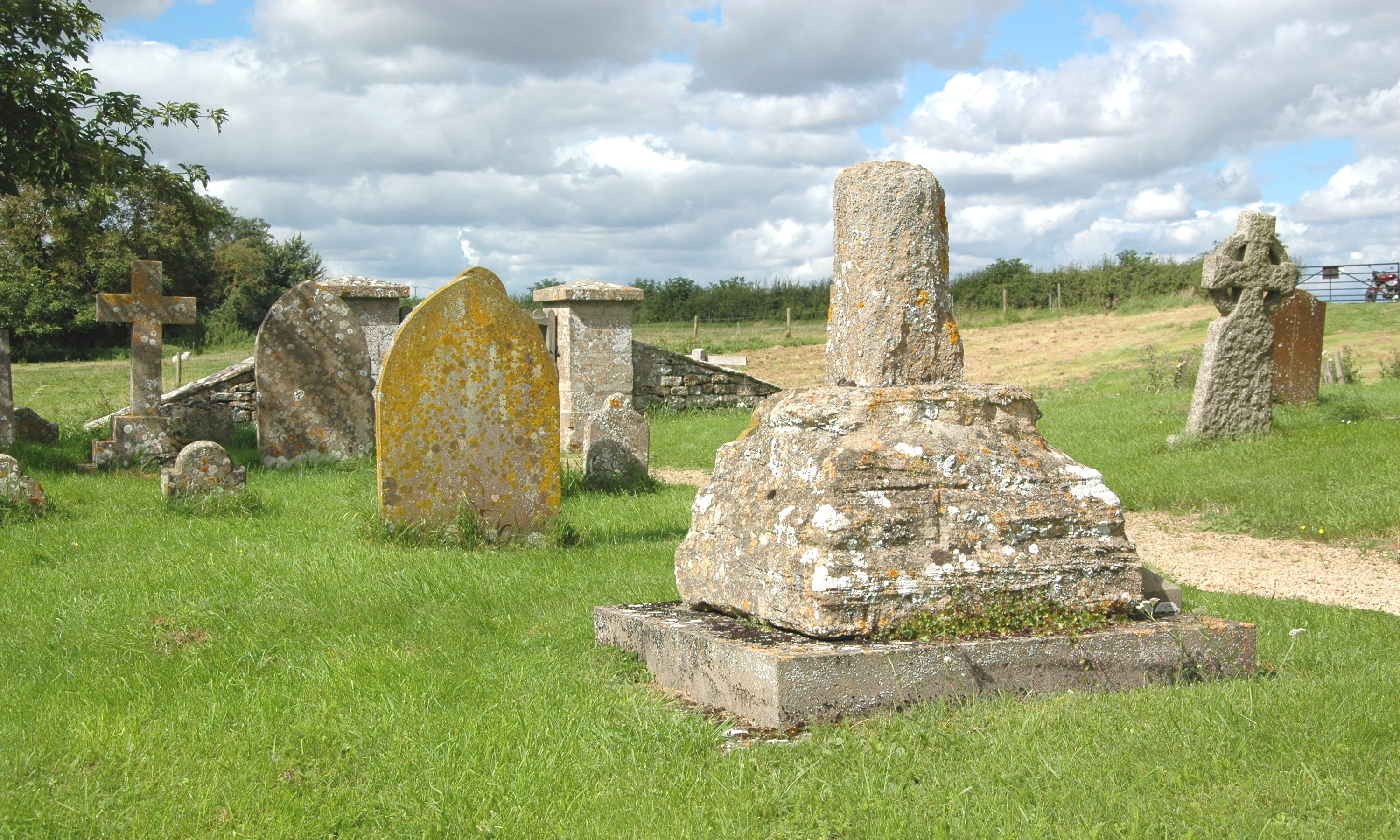
Anciennes croix au cimetière
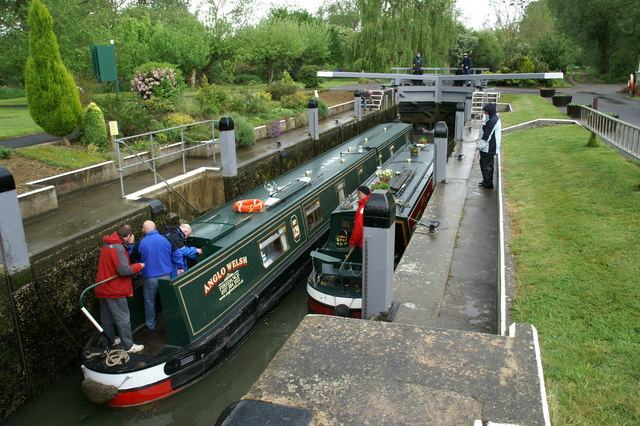
Shifford Lock